# Amphorologie
L’amphorologie regroupe l'ensemble des études et techniques d'études des amphores, dans le but d'améliorer au travers d'elles la connaissance archéologique. En effet, les amphores étaient, d'une part, très largement utilisées dans l'Antiquité, car c'était « le récipient par excellence pour le transport des huiles, vins, saumures, poissons et autres préparations ». D'autre part, elles constituent un témoignage de la vie économique de leur époque, tout en présentant un grand intérêt tant sur le plan céramologique que chronologique.
L'analyse et la connaissance de plus en plus poussée que l'on a des « timbres amphoriques », cachets apposés sur de nombreuses amphores, sans doute dans un but de contrôle officiel, a permis de faire progresser considérablement l'amphorologie, tant en ce qui concerne l'origine des amphores que leur datation précise.

## Généralités
C'est le caractère jetable des amphores qui fait leur valeur archéologique pour l'amphorologie : sauf réemploi dans une maçonnerie ou exception, une amphore n'était pas réutilisée à une période différente de celle de sa fabrication et de sa consommation. Objets de céramique, les tessons d'amphores sont quasiment indestructibles. Par des analyses chimiques, il est possible de retrouver leur lieu de fabrication. La reconstitution de l'histoire de l'évolution des formes d'amphores a débouché sur des classements typologiques qui correspondent aussi à une chronologie. À la forme des amphores, il faut ajouter d'autres éléments de typologie : des sceaux, appelés timbres amphoriques, imprimés dans l'argile avant cuisson ou des gravures ou encore des marques peintes. Ainsi les amphores portant la marque Sestius furent produites vers Cosa en Étrurie romaine et exportées vers la Gaule du Sud à l'époque de Cicéron.
La substitution progressive du tonneau aux amphores à partir du IIIe siècle de notre ère fit parfois disparaître une source précieuse pour l'écriture de l'histoire économique de l'Antiquité. Néanmoins l'usage des amphores fut poursuivi à l'époque tardive, au dernier siècle de l'empire romain et aux premiers de l'empire byzantin, notamment dans le bassin oriental de la Méditerranée. L'étude de ces amphores est relativement récente et s'est construite à partir des travaux de John Riley qui a défini, au début des années 1980, sept types d'amphores romaines tardives : Late Roman Amphoras (LRA1 à 7). Ces amphores tardives ont servi, dans leur grande majorité, à contenir du vin, leur étude attestant du dynamisme de ce commerce à cette époque et de son organisation autour de Constantinople et du commerce maritime. Si les zones de production sont de mieux en mieux identifiées et si la recherche a mis en évidence des phénomènes d'imitation, l'étude des amphores tardives en est encore largement à ses débuts.

## Typologie des amphores
La typologie la plus ancienne et la mieux connue est celle de Dressel, qui date des années 1870 et classe les amphores de transport antiques : chaque type ou forme d’amphore (il en liste 45 au total) porte son nom suivi d’un numéro. La table de Dressel reste encore aujourd’hui en grande partie valable, bien que de nombreuses autres nomenclatures complémentaires aient été établies depuis,.
Cette typologie est complétée par une autre série typologique bien connue due au catalan espagnol Ricardo Pascual Guasch qui étudie les amphores tarragonaises et décrit les « Pascual »,,,,.

### Amphores grecques

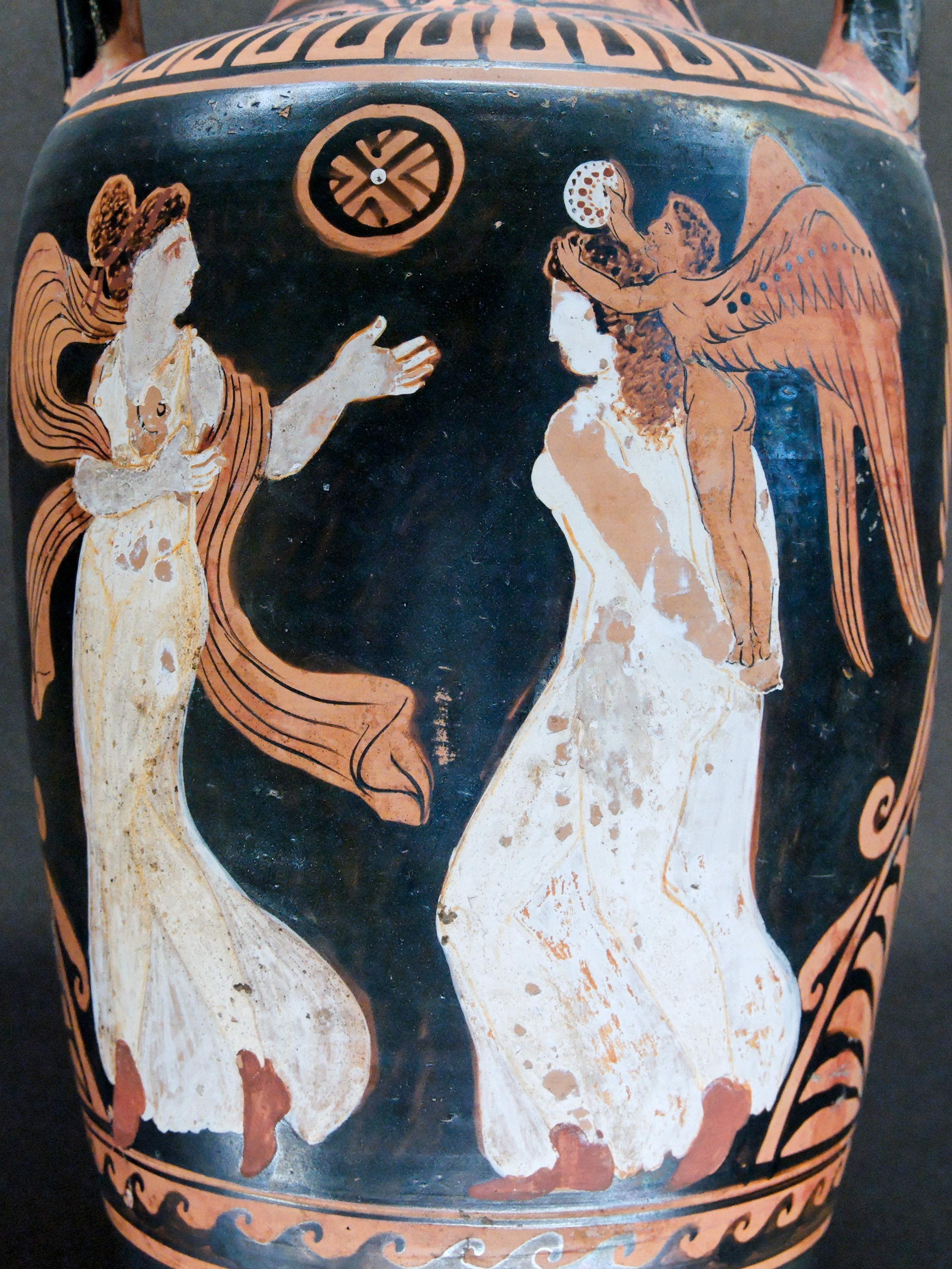
Amphore représentant deux femmes et Éros jouant au jeu de lephedrismos (vers 330 av. J.-C.), Musée du Louvre.

Les amphores grecques sont de plusieurs types :
- Amphores de transport : elles ne sont que rarement décorée, et comportent essentiellement des marques utiles dans le cadre de leur fabrication ou du commerce (timbres, amphoriques, graffiti, dipinti). Leur pied est étroit, la panse est plus ou moins ovoïde.
- Amphores à col : elles disposent d'un col (plus ou moins haut) avec deux anses latérales. La panse est arrondie.
- Amphores nicosthéniennes : la panse ovoïde est élancée, le pied est cylindrique et les anses forment un demi-cercle. Ces amphores ont un décor très épuré, voire inexistant, sauf sur les anses où est figuré un léger relief. Ce type est le résultat de la rencontre entre art étrusque et art grec[12].
- Amphores panathénaïques : fabriquées à l'occasion des fêtes athéniennes des Panathénées, elles sont remises aux vainqueurs des épreuves sportives. Issues strictement des ateliers attiques, elles ont une panse large, un col et un pied étroits ainsi que des anses resserrées. À noter que le décor est uniquement en céramique à figures noires[13].

### Amphores d’époque romaine
À partir d'un tesson d'amphore un archéologue peut dater, à quelques décennies près souvent mais parfois bien plus précisément, la couche stratigraphique où le tesson a été retrouvé, ou encore l'épave du navire qui les contenait. Ainsi les amphores d'époque romaine portent des noms et une numérotation qui permettent aux archéologues de les retrouver dans la typologie et de les dater. Ces noms renvoient souvent aux savants qui ont établi la chronologie (Dressel, Pascual) ou à l'origine de l'amphore (Gauloise). Les amphores Dressel 1 sont typiques des amphores vinaires de la fin de la république romaine, ainsi que les amphores dites de type Dressel 2-4, qui remontent à la fin de la République romaine et aux débuts de l'Empire. La Gauloise 4 est une amphore à fond plat qui correspond à l'essor du commerce du vin gaulois. Les amphores Dressel 20 correspondent à des amphores à huile.

## Timbres amphoriques

### Généralités
Les « timbres amphoriques » sont une marque apposée sur certaines amphores de certaines cités. Sur ce timbre, on peut trouver différentes informations : la provenance de l'amphore, des noms propres, symboles ou emblèmes, le mois et l'année, la magistrature…
On parle de « timbre », car les timbres amphoriques étaient obtenus grâce à des matrices (aujourd'hui disparues) apposées sur l'argile crue des amphores, avant leur cuisson. Ils ont fait l'objet de publications qui les répertorient, selon des normes précises, pour en permettre l'étude.
À l'intérieur de l'amphorologie, l'étude des timbres amphoriques constitue de plus en plus une discipline distincte de l'étude des amphores proprement dite. En effet, cette dernière porte sur des sources généralement muettes, et cherche essentiellement à rendre compte de la circulation des marchandises dans le monde antique, ainsi qu'à fournir des éléments de datation. En revanche, l'étude des timbres amphoriques, qui exploite des documents écrits et figurés, peut parvenir aux mêmes objectifs avec une précision encore accrue, tout en permettant d'acquérir des connaissances originales sur l'organisation politique, économique et sociale des cités antiques, voire sur leur vie religieuse et artistique.
Un travail fondateur a été réalisé par l'Américaine Virginia R. Grace, qui a rassemblé à l’American School of Classical Studies at Athens une documentation extrêmement importante, comprenant quelque 150 000 amphores et fragments d'amphores, la plupart avec leur timbre. Leur entreposage et leur exploitation a été entrepris par un projet nord-américain, AMPHORAS, animé par C. Koehler, de l'Université de Maryland, Baltimore, et Ph. Matheson, de l'Université de Toronto.

### Les timbres amphoriques grecs
La collecte de timbres amphoriques grecs a commencé en Mer Noire dès la première moitié du XIXe siècle ; mais ce n'est que peu avant le milieu du XXe siècle que cette étude cesse d'être l'initiative de quelques érudits pour devenir une véritable spécialité, avec Boris Nikolaevič Grakov et Virginia Grace.
En Union des républiques socialistes soviétiques, Boris Grakov réunit, avant 1955, quelque 32 000 timbres amphoriques, alors que l'Américaine Virginia Grace procède à une étude systématique du timbrage, de ses caractéristiques et de sa finalité. Elle s'attache à la datation des amphores, en particulier les séries rhodienne, cnidienne et thasienne.
Au cours des années 1980, on a pu déterminer qu'entre le IVe siècle av. J.-C. et le Ier siècle av. J.-C. le plus souvent, une trentaine de cités grecques eurent coutume de timbrer une partie (et non pas toutes systématiquement) de leurs amphores, soit sur l'une des anses, soit parfois sur le col (rarement ailleurs), au moyen d'un cachet. L'étude de plus en plus spécialisée et méthodique de ces timbres a constitué une source de progrès considérable de la connaissance des amphores grecques.
Les timbres amphoriques grecs, très variables, peuvent comporter toutes sortes d'indications :
- des noms, des abréviations, des monogrammes, des dates, voire la capacité de l'amphore ;
- des motifs variés appelés « emblèmes », dont l'étude s'est aujourd'hui considérablement développée[20].

Les spécialistes de l'amphorologie se sont appliqués, sur ces bases, à établir les lieux de fabrications des amphores, à comprendre le contenu des inscriptions amphoriques contenues dans les timbres, et à dater les amphores. Pour ce dernier travail, le nom des fabricants, et le nom des magistrats en activité à cette date, sont particulièrement précieux, puisqu'ils permettent bien souvent une datation précise à une dizaine d'années près.
Plus récemment, l'amphorologie grecque a fait des progrès considérables grâce à la recherche des ateliers à l'origine de la production des amphores, en s'attachant tout particulièrement à l'étude de leurs « dépotoirs » (les lieux où ils se débarrassaient des rebuts), car ceux-ci permettent d'avoir une vue exhaustive de leur production. On a pu ainsi compléter la connaissance de la production de grands centres de production comme Mendè, et constater qu'une bonne cinquantaine de villes grecques — sensiblement plus qu'on ne le pensait précédemment — produisaient des amphores.
L'analyse des timbres amphoriques grecs a fait aujourd'hui des progrès suffisants pour que l'on puisse avoir une bonne idée de leur finalité : il s'agissait probablement de marques officielles, apposées sans doute à l'initiative des magistrats des cités grecques, qui permettaient aux vérificateurs de s'assurer non du contenu, mais du contenant. Une partie des amphores seulement étant timbrées, on peut supposer que cette vérification de capacité des amphores ne s'effectuait pas sur l'ensemble de la production, mais seulement sur des échantillons prélevés au hasard dans la chaîne de production. La vérification avant la cuisson avait cependant des inconvénients, dans la mesure où le passage au four changeait nécessairement le volume de l'amphore. Sans doute cette réduction de volume était-elle estimée.

## Amphorologie et connaissance de l’histoire économique

### Intérêt
L'un des apports originaux de l'amphorologie est sa contribution à la connaissance et à la compréhension des flux commerciaux et de l'histoire économique des civilisations et pays concernés. Cette compréhension est d'ailleurs au cœur des objectifs de l'amphorologie dans son ensemble, au travers de la connaissance des lieux de production et de la circulation des amphores.
Ainsi, reporter les trouvailles du même type d'amphore sur une carte peut alors permettre de retracer — si les trouvailles sont assez nombreuses — des flux commerciaux.

### Limites
L'amphorologie a cependant comme limite le fait de ne pas être le seul mode de conditionnement utilisé dans l'Antiquité ; sur des trajets courts l'huile ou le vin pouvaient être transportés dans des contenants périssables tels que des outres. Les régions productrices pour une consommation locale risquent donc d'être manquées par l'amphorologie; il s'agit d'un exemple de biais du survivant. De plus certaines données amphorologiques manquent de cohérence entre elles ; ainsi des amphores typiques dans de nombreux sites archéologiques terrestres attestent d'un dynamique commerce du vin de Narbonnaise sur tout le pourtour méditerranéen au Ier siècle, mais les épaves contenant les amphores de Narbonnaise sont quant à elles très rares. Ce pourrait être dû à l'utilisation de routes maritimes loin des côtes, aboutissant à des épaves trop profondes pour être facilement fouillées.